# Akuglek Island
Akuglek Island – niezamieszkana wyspa w Cieśninie Davisa, w Archipelagu Arktycznym, w regionie Qikiqtaaluk, na terytorium Nunavut, w Kanadzie. W pobliżu Akuglek Island znajdują się wyspy: Nuvuktik Island (7,8 km), Angijak Island (9,9 km), Kekertuk Island (20,1 km) i Kekertaluk Island (36,5 km).